# گمینا کیتژ
گمینا کیتژ (به لهستانی:  Gmina Kietrz) یک گمینا در لهستان است که در شهرستان گلوبچه واقع شده‌است. گمینا کیتژ ۱۳۹٫۹۳ کیلومتر مربع مساحت و ۱۱٬۸۳۸ نفر جمعیت دارد.